# CFL 2200
De 2200 ook wel Coradia Duplex genoemd, is een driedelig dubbeldeks elektrisch treinstel met lagevloerdeel voor het regionaal personenvervoer van de Chemins de fer luxembourgeois (CFL).

## Geschiedenis
Het treinstel werd ontworpen en gebouwd door fabrikanten Alstom en Bombardier. De treinen zijn afgeleid van de TER 2N NG van de Société nationale des chemins de fer français (SNCF). De treinen werden in de eerste plaats aangeschaft ter vervanging van oudere treinen van het type 250 en treinen van het type 260.

### Ongevallen
Op 11 oktober 2006 vond nabij Zoufftgen, precies op de Frans-Luxemburgse grens, op het traject tussen Metz-Ville en Zoufftgen een frontale botsing tussen de CFL 2207 en een goederentrein getrokken door SNCF Fret locomotief van het type BB 37000. Het ongeval werd veroorzaakt door een fout van de Luxemburgse verkeersleider. Door werkzaamheden was maar één spoor beschikbaar. Bij dit ongeval waren zes doden te betreuren en het traject was drie dagen gestremd. Van dit treinstel werd een deel ter plaatse gesloopt en afgevoerd. De resterende delen werden samen met een nieuw gemaakt deel als 2223 genummerd.
Op 14 februari 2017 vond nabij Zoufftgen, op het traject tussen Bettembourg en Zoufftgen een frontale botsing tussen de CFL 2211 en een goederentrein getrokken door de locomotieven 1309 en 1330 van B-Logistics van het type HLE 13. Bij dit ongeval kwam een machinist om het leven.

## Constructie en techniek
De trein is opgebouwd uit een aluminium frame met een frontdeel van GVK. Het trein heeft een lagevloerdeel. Deze treinen kunnen tot drie stuks gecombineerd rijden. De treinen zijn uitgerust met luchtvering.

## Treindiensten
Deze treinen worden door de CFL ingezet op de volgende trajecten:
- Luxemburg - Ettelbruck - Diekirch
- Luxemburg - Longwy

Deze treinen worden door de CFL ook in een pool met treinen van de SNCF van het type Z 24500 ingezet op het volgende traject.
- Luxemburg - Metz - Nancy

## Foto’s

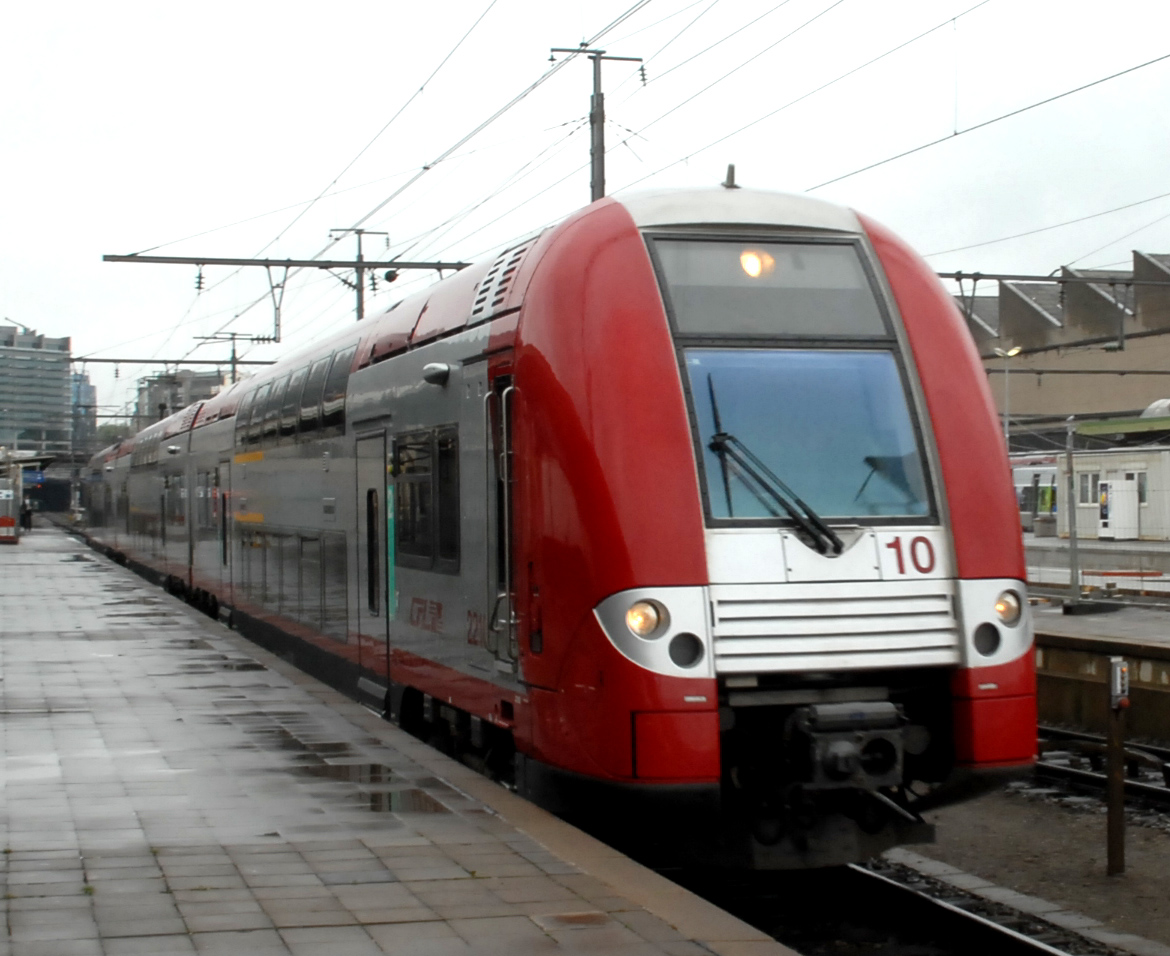
CFL 2210 op 9 mei 2007 te Luxemburg
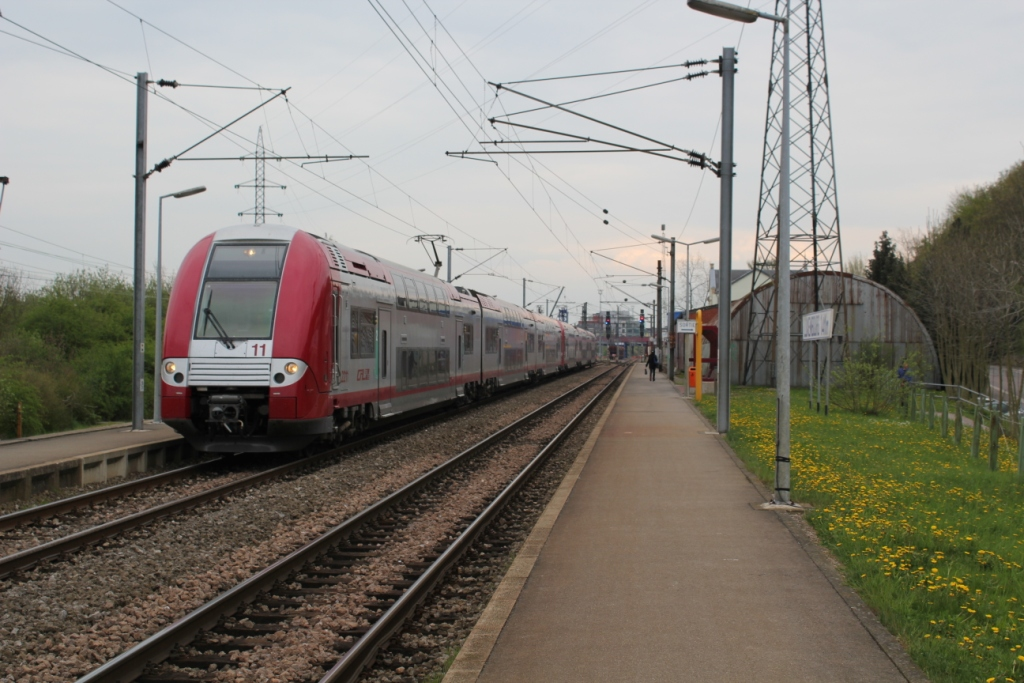
Regionalexpress bij Hollerich